# Burg von Afyonkarahisar
Die Burg von Afyonkarahisar (türkisch: Afyonkarahisar Kalesi) ist eine um 1350 vor Chr. von den Hethitern erbaute Befestigungsanlage in Afyonkarahisar in der Türkei.
Sie steht auf einem 226 m hohen Felsmassiv.
Die Festung ist vermutlich mit dem hethitischen Hapanuwa identisch, das zu den Arzawa-Ländern gehörte und im 14. Jahrhundert v. Chr. von Muršili II. besetzt wurde. Eine Besiedlung in phrygischer Zeit ist ebenfalls belegt. Unter dem Namen Akroinos gehörten Stadt und Festung zu Pergamon, später zum Römischen Reich und ab 395 n. Chr. zu Byzanz. Die Seldschuken, die die Stadt im 12. Jahrhundert eroberten, bauten die Festung erheblich aus, ab 1428 gehörte sie zum Osmanischen Reich.